# Mandopop
- Az Atya nevébenJay Chou egyik jellegzetes stílusú dala, a Ji fu csö ming (Yǐ Fù Zhī Míng), a Je Huj-mej albumról

Nem tudod lejátszani a fájlt?
A mandopop a mandarin nyelvű popzene megnevezésére szolgál, és a kínai popzene (C-pop) egyik alfaja, a hallgatóság nagy részét Kína, Malajzia, Szingapúr, Tajvan, Japán és a tengeren túli mandarin anyanyelvű közösségek lakói teszik ki.
Tajvan a mandopop vezető országa és központja. Az 1980-as évek mandopop-királynője, Teresa Teng tajvani származású volt, ahogy a mandopop „császárának” tartott, a világ harmadik legtöbbet letöltött előadója, Jay Chou is tajvani, akárcsak Jolin Tsai.

## Története
A kínai nyelvű populáris zene megjelenéséhez egy technikai újítás, a gramofon megjelenése kellett, melyet egy Labansat nevű francia férfi mutatott be először Kínában, Sanghajban. A Baak Doi (百代, Paj Taj (Bǎi Dài)) volt az első könnyűzenei kínai kiadó.

### 1920-as évek: asitajcsü(shidaiqu)születése
Az 1920-as években a mandarin nyelvű popdalok elnevezése sitajcsü (shidaiqu) volt (時代曲, a jelen dala). Ezeket a dalokat tartják a modern kínai popdalok prototípusának. A mandopop központja és legfontosabb városa Sanghaj volt. A kínai populáris zene atyjának Li Csin-hujt (Li Jinhuit) tartják. Li egy amerikai jazz-zenésszel, Buck Claytonnal is dolgozott.

### 1930–40-es évek: A hét nagy énekes korszaka
Az 1930-as és '40-es éveket hét énekes dominálta, ezért a korszakot A Hét Nagy Énekes Korszakának (七大歌星, csi ta kohszing (qī dà gēxīng)) nevezik. A művészek stílusához foghatót korábban nem tapasztaltak még a kínai zenében. A gyorsan fejlődő filmipar azonnal kihasználta a helyzetet és felkérte őket filmzenék énekléséhez, valamint színészi szerepeket is kaptak. A korszak jellegzetessége, hogy népszerűek lettek az énekesnők. A legkiemelkedőbbnek Csou Hszüan (Zhou Xuan)t tartják. A korszaknak akkor szakadt vége, amikor a japánok a második kínai–japán háború során megszállták Sanghajt.

### 1950-es évek: Az elszakadás
1949-ben a kommunista párt létrehozta a Kínai Népköztársaságot, s a kormány hamarosan pornográfiának minősítette a populáris zenét. A köztársaság elkezdte elnyomni a populáris zenét a kommunista forradalmi dalok népszerűsítése érdekében.
Amikor Tajvanon megalakult a Kínai Köztársaság, a tajvani főváros, Tajpej vette át a mandopop fővárosának szerepét Sanghajtól. A tajvani fiatalok kedvelték a külföldi zenét, részben mert a 19. század végétől a második világháborúig Tajvant kormányzó japánok maguk is szívesen hallgatták a nyugati melódiákat. A popdalok nyelve elengedhetetlenül a mandarin lett, mivel az új kormány, a Kuomintang betiltotta a japán nyelv használatát, sőt még a tajvani nyelv használatát is.
Az 1960-as évek politikai feszültségében számos popdalt betiltottak Tajvanon.

### 1970-es, 1980-as évek: Újjáéledés
A mandopop akkor lett ismét népszerű Kínában, amikor Teng Hsziao-ping reformjainak köszönhetően az ország elkezdett megnyílni a világ előtt.
1979-ben Szingapúrban elindult a Beszéljünk mandarinul-kampány, mely a különféle kínai dialektusok helyett az egységes mandarin használatára buzdította az embereket. A mandopop dalok így lassanként átvették a hokkien és kantoni popdalok helyét a rádiókban és a televízióban.
Teresa Teng (邓丽君, Teng Li-csün (Dèng Lìjūn)) a mandopopot állandó műfajjá tette Kínában. Még a legszigorúbb cenzúra idején is ő uralta a piacot. A dalait a kormányzat burzsoá zenének minősítette.
A korszak másik népszerű énekese Lo Ta-ju (Luo Da You) volt, akinek az amerikai We Are the World-mintájára született dalai soha nem látott népszerűségre tettek szert.

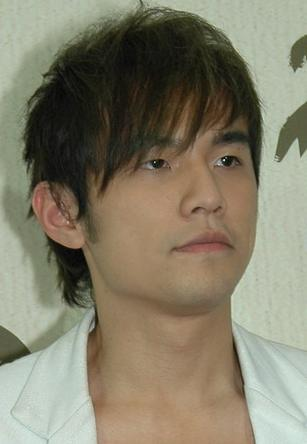
Jay Chou a 2000-es évek eleje óta ül a mandopop trónján

### 1990-es évek
Faye Wong (王菲) volt az első kínai énekesnő, aki felléphetett Japánban, emiatt Ázsia Dívájának is hívták.
Ebben az időszakban kezdett el dominálni a mandopopban a „mennyek négy királya” becenévvel illetett hongkongi Aaron Kwok, Leon Lai, Andy Lau és Jacky Cheung. A tajvani énekesek közül Stella Chang, Sky Wu, Wakin Chau és Jeff Chang voltak a legnépszerűbbek.

### 2000-es évek
A 2000-es években megkezdődött a tajvani popikonok korszaka. A növekvő kínai filmgyártás is ki volt éhezve a mandopop iránt. Jay Chou tette népszerűvé a rhythm and blues és a rap műfaját, s az énekes-dalszerző már több mint 10 éve dominálja a mandopopot nem csak Tajvanon, de egész Ázsiában, nem csak saját előadásával, de számos más előadónak írt dalával is. Igen népszerű még Stefanie Sun, David Tao, Jolin Tsai és Leehom Wang. A tajvani fiú- és lányegyüttesek (S.H.E, Fahrenheit) is elkezdtek betörni a kínai piacra. A Kínai Népköztársaság népszerű zenei tehetségkutató versenyei is hozzájárultak a mandopop dominanciájához. Az utóbbi években a kantopop énekesek is egyre gyakrabban énekelnek mandarin nyelven, hogy növeljék a rajongóik számát.
A 2000-es években megnőtt az indie rock népszerűsége is Tajvanon, színesítve a mandopop palettáját.

## Fordítás
- Ez a szócikk részben vagy egészben  a   Mandopop című angol Wikipédia-szócikk fordításán alapul.  Az eredeti cikk szerkesztőit annak laptörténete sorolja fel. Ez a jelzés csupán a megfogalmazás eredetét és a szerzői jogokat jelzi, nem szolgál a cikkben szereplő információk forrásmegjelöléseként.